# 相川県
相川県（あいかわけん）は、1868年（慶応4年）に佐渡国一円の幕府領を管轄するために明治政府によって設置された県。管轄地域は現在の新潟県佐渡市。本項では前身の佐渡裁判所（さどさいばんしょ）、佐渡県（さどけん）についても記す。

## 概要
佐渡国は関ヶ原の戦いの後、徳川家の支配地となった。金銀の豊富な産出量に着目した江戸幕府は、藩を置かずに佐渡国を天領として、佐渡奉行所を相川に置いて直接統治を行った。
1868年（慶応4年）に佐渡奉行所は新政府に接収され、その後、佐渡裁判所を経て佐渡県に組織変更された。
一時的に新潟府、越後府に移管されたが再置され、1871年（明治4年）、廃藩置県後の第1次府県統合により相川県に改称。1876年（明治9年）に第2次府県統合により新潟県に合併されて廃止された。

## 沿革
- 1868年（慶応4年）
  - 4月15日 - 新政府が佐渡奉行が置かれた佐渡国雑太郡相川広間町（現在の新潟県佐渡市相川広間町1-1）にあった佐渡奉行所に佐渡裁判所を設置。
  - 9月2日 - 佐渡裁判所を廃止し佐渡県（第1次）を設置。
- 1868年（明治元年）
  - 11月5日 - 佐渡国が新潟府の管轄となり、業務を停止。
- 1869年（明治2年）
  - 2月22日 - 佐渡国の管轄が新潟府から越後府に変更。
  - 7月20日 - 越後府による管轄が解除され、佐渡県（第2次）を再置。
- 1871年（明治4年）11月20日 - 第1次府県統合により相川県に改称。
- 1876年（明治9年）4月18日 - 第2次府県統合により新潟県に合併。同日相川県廃止。

## 管轄地域
- 佐渡国一円
  - 加茂郡 - 100村
  - 羽茂郡 - 61村
  - 雑太郡 - 100村

## 歴代知事

### 佐渡裁判所
- 1868年（慶応4年）4月24日 - 1868年（慶応4年）閏4月21日 ： 総督・滋野井公寿（元公家）
- 1868年（慶応4年）閏4月21日 - 1868年（慶応4年）7月6日 ： 佐渡鎮撫使・滋野井公寿（前佐渡裁判所総督）
- 1868年（慶応4年）7月6日 - 1868年（慶応4年）9月2日 ： 不在

### 佐渡県（第1次）
- 1868年（慶応4年）9月2日 - 1869年（明治2年）2月22日 ： 知事・井上馨（元山口藩士、未赴任）

### 佐渡県（第2次）
- 1869年（明治2年）7月20日 - 1871年（明治4年）11月20日 ： 権知事・新貞老（元鳥取藩士）

### 相川県
- 1871年（明治4年）11月20日 - 1871年（明治4年）12月8日 ： 権令・新貞老（前佐渡県知事）
- 1871年（明治4年）12月8日 - 1875年（明治8年）7月19日 ： 参事・鈴木重嶺（元幕臣、最後の佐渡奉行）
- 1875年（明治8年）7月19日 - 1876年（明治9年）4月18日 ： 権令・鈴木重嶺（前相川県参事）